# ベネズエラ出身のメジャーリーグベースボール選手一覧

ベネズエラ出身のメジャーリーグベースボール選手一覧。太字は現役選手、その他は引退選手及びメジャーリーグ以外のリーグでプレーしている選手。同名の選手の場合は右に現役時代の主な守備位置、現役年数の順で示す。アメリカ野球殿堂に表彰されたのはルイス・アパリシオだけである。

## A
- Bobby Abreu（ボビー・アブレイユ）
- Wilyer Abreu（ウィルヤー・アブレイユ）
- Maximo Acosta（マキシモ・アコスタ）
- Luisangel Acuna（ルイスアンヘル・アクーニャ）
- Ronald Acuna Jr.（ロナルド・アクーニャ・ジュニア）
- Jesus Aguilar（ヘスス・アギラー）
- Edgardo Alfonzo（エドガルド・アルフォンゾ）
- Eliezer Alfonzo（エリザー・アルフォンゾ）
- Jose Altuve（ホセ・アルトゥーベ）
- Jose Alvarado（ホセ・アルバラード）
- Clemente Alvarez（クレメンテ・アルバレス）
- Francisco Alvarez（フランシスコ・アルバレス）
- Henderson Alvarez（ヘンダーソン・アルバレス）
- Jose Alvarez（ホセ・アルバレス）
- Tony Alvarez（トニー・アルバレス）
- Wilson Alvarez（ウィルソン・アルバレス）
- Adbert Alzolay（アドバート・アルゾレイ）
- Alexi Amarista（アレクシー・アマリスタ）
- Elvis Andrus（エルビス・アンドラス）
- Luis Aparicio（ルイス・アパリシオ）
- Luis Aponte（ルイス・アポンテ）
- Elvis Araujo（エルビス・アラウホ）
- Francisco Arcia（フランシスコ・アルシア）
- Orlando Arcia（オーランド・アルシア）
- Oswaldo Arcia（オズワルド・アルシア）
- Gabriel Arias（ガブリエル・アリアス）
- Luarbert Arias（ルアバート・アリアス）
- Marcos Armas（マルコス・アーマス）
- Tony Armas（トニー・アーマス・シニア）
- Tony Armas Jr.（トニー・アーマス・ジュニア）
- Luis Arráez（ルイス・アラエス）
- Humberto Arteaga（ウンベルト・アルテアガ）
- Jose Ascanio（ホセ・アスカニオ）
- Willians Astudillo（ウィリアンス・アストゥディーヨ）
- Carlos Asuaje（カルロス・アスアヘ）
- Luinder Avila（ルインダー・アビラ）
- Pedro Avila（ペドロ・アビラ）
- Luis Avilan（ルイス・アビラン）
- Jose Azocar（ホセ・アゾーカー）
- Oscar Azocar（オスカー・アゾーカー）

## B
- Moises Ballesteros（モイゼス・バレステロス）
- Josh Barfield（ジョシュ・バーフィールド）
- Franklin Barreto（フランクリン・バレト）
- Jorge Barrosa（ホルヘ・バロサ）
- Luis Alexander Basabe（ルイス・アレクサンダー・バサベ）
- Osleivis Basabe（オズレイビス・バサベ）
- Eduard Bazardo（エドワード・バザード）
- Yorman Bazardo（ヨーマン・バザード）
- Ronald Belisario（ロナルド・ベリサリオ）
- Edwin Bellorin（エドウィン・ベロリン）
- William Bergolla（ウィリアム・バーゴラ）
- Rafael Betancourt（ラファエル・ベタンコート）
- Andres Blanco（アンドレス・ブランコ）
- Damaso Blanco（ダマソ・ブランコ）
- Gregor Blanco（グレゴール・ブランコ）
- Henry Blanco（ヘンリー・ブランコ）
- Ossie Blanco（オジー・ブランコ）
- J. C. Boscan (J.C.ボスカン)
- Wilfredo Boscan (ウィルフレド・ボスカン)
- Silvino Bracho（シルビーノ・ブラチョ）
- Angel Bravo（アンヘル・ブレイボ）
- Jose Briceno（ホセ・ブリセーニョ）
- Jose Butto（ホセ・ブット）

## C
- Alex Cabrera（アレックス・カブレラ）
- Asdrubal Cabrera（アズドルバル・カブレラ）
- Miguel Cabrera（ミゲル・カブレラ）
- Oswaldo Cabrera（オズワルド・カブレラ）
- Ramon Cabrera（ラモン・カブレラ）
- Edgar Caceres（エドガー・カセレス）
- Miguel Cairo（ミゲル・カイロ）
- Alberto Callaspo（アルベルト・カヤスポ）
- Leonel Campos（レオネル・カンポス）
- Willie Canate（ウィリー・カニャーテ）
- Giovanni Carrara（ジョバンニ・カラーラ）
- Alex Carrasquel（アレックス・カラスケル）
- Chico Carrasquel（チコ・カラスケル）
- Amalio Carreno（アマリオ・カレーニョ）
- Ezequiel Carrera（エセキエル・カレーラ）
- Marcos Carvajal（マルコス・カーバハル）
- Pedro Castellano（ペドロ・カステヤーノ）
- Diego Castillo（ディエゴ・カスティーヨ）
- Erick Castillo（エリック・カスティーヨ）
- Jose Castillo（ホセ・カスティーヨ）【内野手　2004-2008】
- Jose Castillo（ホセ・カスティーヨ）【投手　2018-】
- Juan Castillo（フアン・カスティーヨ）
- Max Castillo（マックス・カスティーヨ）
- Tony Castillo（トニー・カスティーヨ）
- Anthony Castro（アンソニー・カストロ）
- Harold Castro（ハロルド・カストロ）
- Kervin Castro（ケルビン・カストロ）
- Ramon Castro（ラモン・カストロ）
- Roger Cedeno（ロジャー・セデーニョ）
- Ronny Cedeno（ロニー・セデーニョ）
- Francisco Cervelli（フランシスコ・セルベーリ）
- Alejandro Chacin（アレハンドロ・チャシーン）
- Gustavo Chacin（グスタボ・チャシーン）
- Jhoulys Chacin（ジョーリス・チャシーン）
- Elio Chacon（エリオ・チャコーン）
- Andres Chaparro（アンドレス・チャパーロ）
- Endy Chavez（エンディ・チャベス）
- Nestor Chavez（ネスター・チャベス）
- Raul Chavez（ラウル・チャベス）
- Robinson Chirinos（ロビンソン・チリノス）
- Yonny Chirinos（ジョニー・チリノス）
- Jackson Chourio（ジャクソン・チョーリオ）
- Alvin Colina（アルビン・コリーナ）
- Edwar Colina（エドワー・コリーナ）
- Cris Colon（クリス・コローン）
- Dave Concepcion（デーブ・コンセプシオン）
- Luis Contreras（ルイス・コントレラス）
- Wilsiam Contreras（ウィリアム・コントレラス）
- Wilson Contreras（ウィルソン・コントレラス）
- Kenedy Corona（ケネディ・コロナ）
- Darwin Cubillan（ダーウィン・クビアン）
- William Cuevas（ウィリアム・クエバス）
- Luis Curvelo（ルイス・クルベロ）

## D
- Omar Daal（オマー・ダール）
- Vic Davalillo（ビック・ダバリーヨ）
- Yo-Yo Davalillo（ヨーヨー・ダバリーヨ）
- Yonathan Daza（ヨナサン・ダザ）
- Enmanuel De Jesus（エンマヌエル・デヘスス）
- Alex Delgado（アレックス・デルガド）
- Argenis Diaz（アルヘニス・ディアス）
- Bo Diaz（ボー・ディアス）
- Eddy Diaz（エディ・ディアス）
- Elias Diaz（エリアス・ディアス）
- Jairo Diaz（ハイロ・ディアス）
- Jhonathan Diaz（ジョナサン・ディアス）
- Yilber Diaz（イルバー・ディアス）
- Melvin Dorta（メルビン・ドルタ）
- Felix Doubront（フェリックス・ドゥブロン）

## E
- Edgmer Escalona（エジマー・エスカローナ）
- Felix Escalona（フェリックス・エスカローナ）
- Sergio Escalona（セルジオ・エスカローナ）
- Alcides Escobar（アルシデス・エスコバー）
- Alex Escobar（アレックス・エスコバー）
- Angel Escobar（アンヘル・エスコバー）
- Eduardo Escobar（エドゥアルド・エスコバー）
- Edwin Escobar（エドウィン・エスコバー）
- Jose Escobar（ホセ・エスコバー）
- Kelvim Escobar（ケルビム・エスコバー）
- Alvaro Espinoza（アルバーロ・エスピノーザ）
- Anderson Espinoza（アンダーソン・エスピノーザ）
- Horacio Estrada（ホラシオ・エストラーダ）
- Thairo Estrada（タイロ・エストラーダ）

## F
- Freddy Fermin（フレディ・ファーミン）
- Jesus Flores（ヘスス・フローレス）
- Ramon Flores（ラモン・フローレス）
- Wilmer Flores（ウィルマー・フローレス）
- Wilmer Font（ウィルマー・フォント）
- Enderson Franco（エンダーソン・フランコ）
- Alejandro Freire（アレハンドロ・フレイレ）

## G
- Andres Galarraga（アンドレス・ガララーガ）
- Armando Galarraga（アーマンド・ガララーガ）
- Freddy Galvis（フレディ・ガルビス）
- Victor Garate（ビクター・ガラテ）
- Rich Garces（リッチ・ガルセス）
- Avisail Garcia（アビサイル・ガルシア）
- Carlos Garcia（カルロス・ガルシア）
- Freddy Garcia（フレディ・ガルシア）
- Harvey Garcia（ハービー・ガルシア）
- Luis Garcia（ルイス・ガルシア）
- Maikel Garcia（マイケル・ガルシア）
- Miguel Garcia（ミゲル・ガルシア）
- Ramon Garcia（ラモン・ガルシア）
- Rosman Garcia（ロスマン・ガルシア）
- Gus Gil（ガス・ギル）
- Andres Gimenez（アンドレス・ヒメネス）
- Hector Gimenez（ヘクター・ヒメネス）
- Jose Godoy（ホセ・ゴドイ）
- Jeanmar Gomez（ジーンマー・ゴメス）
- Yoendrys Gomez（ヨエンドリス・ゴメス）
- Alberto Gonzalez（アルベルト・ゴンザレス）
- Alex Gonzalez（アレックス・ゴンザレス）
- Alfredo Gonzalez（アルフレド・ゴンザレス）
- Carlos Gonzalez（カルロス・ゴンザレス）
- Enrique Gonzalez（エンリケ・ゴンザレス）
- Geremi Gonzalez（ジェレミー・ゴンザレス）
- German Gonzalez（ヘルマン・ゴンザレス）
- Luis Gonzalez（ルイス・ゴンザレス）
- Marwin Gonzalez（マーウィン・ゴンザレス）
- Miguel Gonzalez（ミゲル・ゴンザレス）
- Wikelman Gonzalez（ウィケルマン・ゴンザレス）
- Wiki Gonzalez（ウィキ・ゴンザレス）
- Beiker Graterol（ベイカー・グラテロル）
- Brusdar Graterol（ブルスダー・グラテロル）
- Juan Graterol（フアン・グラテロル）
- Maickol Guaipe（メイコル・グアイプ）
- Deolis Guerra（デオリス・ゲラ）
- Junior Guerra（ジュニオール・ゲラ）
- Giomar Guevara（ジオマー・ゲバラ）
- Carlos Guillen（カルロス・ギーエン）
- Ozzie Guillen（オジー・ギーエン）
- Luis Guillorme（ルイス・ギヨーム）
- Cesar Gutierrez（シーザー・グティエレス）
- Franklin Gutierrez（フランクリン・グティエレス）
- Juan Gutierrez（フアン・グティエレス）
- Angel Guzman（アンヘル・グーズマン）
- Jesus Guzman（ヘスス・グーズマン）

## H
- Edgardo Henriquez（エドガルド・エンリケス）
- Oscar Henriquez（オスカー・エンリケス）
- Ubaldo Heredia（ウバルド・ヘレディア）
- Remy Hermoso（レミー・ハーモソ）
- Carlos Hernandez（カルロス・ヘルナンデス）【捕手　1990-2000】
- Carlos Hernandez（カルロス・ヘルナンデス）【内野手　1999-2000】
- Carlos Hernandez（カルロス・ヘルナンデス）【投手　2001-2004】
- Carlos Hernandez（カルロス・ヘルナンデス）【投手　2020-】
- Cesar Hernandez（シーザー・ヘルナンデス）
- Darwin on Hernandez（ダーウィンゾン・ヘルナンデス）
- Elieser Hernandez（エリザー・ヘルナンデス）
- Enzo Hernandez（エンゾ・ヘルナンデス）
- Felix Hernandez（フェリックス・ヘルナンデス）
- Gorkys Hernandez（ゴーキース・ヘルナンデス）
- Leo Hernandez（レオ・ヘルナンデス）
- Luis Hernandez（ルイス・ヘルナンデス）
- Oscar Hernandez（オスカー・ヘルナンデス）
- Pedro Hernandez（ペドロ・ヘルナンデス）
- Ramon Hernandez（ラモン・ヘルナンデス）
- Toby Hernandez（トビー・ヘルナンデス）
- Yoel Hernandez（ヨエル・ヘルナンデス）
- Yonny Hernandez（ヨニー・ヘルナンデス）
- Alex Herrera（アレックス・ヘレーラ）
- Jonathan Herrera（ジョナサン・ヘレーラ）
- Jose Herrera（ホセ・ヘレーラ）【外野手　1967-1970】
- Jose Herrera（ホセ・ヘレーラ）【捕手　2022-】
- Odubel Herrera（オデュベル・ヘレーラ）
- Ronald Herrera（ロナルド・ヘレーラ）
- Richard Hidalgo（リチャード・ヒダルゴ）
- Edwin Hurtado（エドウィン・ハタド）

## I
- Edger Ibarra（エドガー・イバラ）
- Ender Inciarte（エンダー・インシアーテ）
- Alexis Infante（アレクシス・インファンテ）
- Gregory Infante（グレゴリー・インファンテ）
- Omar Infante（オマー・インファンテ）
- Jairo Iriarte（ハイロ・イリアルテ）
- Hernan Iribarren（エルナン・イリバレン）
- Cesar Izturis（シーザー・イズトゥリス）
- Maicer Izturis（マイサー・イズトゥリス）

## J
- Cesar Jimenez（シーザー・ヒメネス）
- Eduardo Jimenez（エドゥアルド・ヒメネス）
- Luis Jimenez（ルイス・ヒメネス）
- Jorge Julio（ホルヘ・フリオ）

## L
- Andry Lara（アンドリー・ララ）
- Luis Leal（ルイス・リール）
- Wil Ledezma（ウィル・レデズマ）
- Arcenio Leon（アーセニオ・レオン）
- Danilo Leon（ダニーロ・レオン）
- Sandy Leon（サンディ・レオン）
- Felipe Lira（フェリペ・リラ）
- Mauricio Llovera（マウリシオ・ロベラ）
- Jose Lobaton（ホセ・ロバトン）
- Jose Lopez（ホセ・ロペス）
- Pablo Lopez（パブロ・ロペス）
- Urbano Lugo（アーバノ・ルーゴ）
- Fernando Lunar（フェルナンド・ルナー）

## M
- Alejandro Machado（アレハンドロ・マチャド）
- Anderson Machado（アンダーソン・マチャド）
- Andres Machado（アンドレス・マチャド）
- Dixon Machado（ディクソン・マチャド）
- Julio Machado（フリオ・マチャド）
- Robert Machado（ロバート・マチャド）
- Jean Machi（ジーン・マチー）
- Luis Madero（ルイス・マデロ）
- Jose Malave（ホセ・マラベ）
- Carlos Maldonado（カルロス・マルドナード）
- Fred Manrique（フレッド・マンリーク）
- Tucupita Marcano（トゥクピータ・マルカーノ）
- Rafael Marchan（ラファエル・マルチャン）
- Juan Morillo（フアン・モリーヨ）
- German Marquez（ヘルマン・マルケス）
- Gonzalo Marquez（ゴンザロ・マルケス）
- Carlos Martinez（カルロス・マルティネス）
- Jose Martinez（ホセ・マルティネス）
- Victor Martinez（ビクター・マルティネス）
- Willie Martinez（ウィリー・マルティネス）
- Luis Matos（ルイス・マトス）
- Luis Maza（ルイス・マザ）
- Yoervis Medina（ヨアビス・メディーナ）
- Carlos Mendez（カルロス・メンデス）
- Donaldo Mendez（ドナルド・メンデス）
- Yohander Mendez（ヨアンダー・メンデス）
- Carlos Mendoza（カルロス・メンドーサ）
- Jose Mijares（ホセ・ミハレス）
- Anthony Molina（アンソニー・モリーナ）
- Gustavo Molina（グスタボ・モリーナ）
- Andruw Monasterio（アンドリュー・モナステリオ）
- Carlos Monasterios（カルロス・モナステリオス）
- Jesus Montero（ヘスス・モンテロ）
- Keider Montero（ケイダー・モンテロ）
- Miguel Montero（ミゲル・モンテロ）
- Ramon Monzant（ラモン・モンザント）
- Melvin Mora（メルビン・モーラ）
- Francisco Morales（フランシスコ・モラレス）
- Franklin Morales（フランクリン・モラレス）
- Osmer Morales（オスマー・モラレス）
- Diego Moreno（ディエゴ・モレノ）
- Edwin Moreno（エドウィン・モレノ）
- Gabriel Moreno（ガブリエル・モレノ）
- Juan Moreno（フアン・モレノ）
- Orber Moreno（オーバー・モレノ）
- Guillermo Moscoso（ギレルモ・モスコーソ）
- Gabriel Moya（ガブリエル・モヤ）
- Edward Mujica（エドワード・ムヒカ）
- Jose Mujica（ホセ・ムヒカ）
- Simon Muzziotti（サイモン・ムジオッティ）

## N
- Carlos Narvaez（カルロス・ナルバエス）
- Omar Narvaez（オマー・ナルバエス）
- Dioner Navarro（ディオナー・ナバーロ）
- Edgar Navarro（エドガー・ナバーロ）
- Oswaldo Navarro（オズワルド・ナバーロ）
- Angel Nesbitt（アンヘル・ネスビット）
- Fernando Nieve（フェルナンド・ニエベ）
- Jose Nieves（ホセ・ニエベス）
- Renato Nunez（レナート・ヌニェス）

## O
- Rougned Odor（ルーグネッド・オドーア）
- Edward Olivares（エドワード・オリバレス）
- Ray Olmedo（レイ・オルメド）
- Luis Ordaz（ルイス・オーダズ）
- Magglio Ordonez（マグリオ・オルドニェス）
- Jose Ortega（ホセ・オルテガ）
- Rafael Ortega（ラファエル・オルテガ）
- Joseph Ortiz（ジョゼフ・オルティーズ）
- Jose Osuna（ホセ・オスーナ）
- Luis Oviedo（ルイス・オビエド）

## P
- Alex Pacheco（アレックス・パチェコ）
- Pedro Pages（ペドロ・パヘス）
- Jermaine Palacios（ジャーメイン・パラシオス）
- Daniel Palencia（ダニエル・パレンシア）
- Eduardo Paredes（エドゥアルド・パレデス）
- Johnny Paredes（ジョニー・パレデス）
- Geraldo Parra（ヘラルド・パーラ）
- Al Pedrique（アル・ペドリック）
- David Peralta（デビッド・ペラルタ）
- Jose Peraza（ホセ・ペラザ）
- Oswald Peraza (オズワルド・ペラザ (内野手))
- Oswaldo Peraza（オズワルド・ペラザ (投手)）
- Jhonny Pereda（ジョニー・ペレダ）
- Everson Pereira（エバーソン・ペレイラ）
- Carlos Perez（カルロス・ペレス）【捕手　2015-】
- Carlos Perez（カルロス・ペレス）【捕手　2022-】
- Eddie Perez（エディ・ペレス）
- Hernan Perez（エルナン・ペレス）
- Martin Perez（マーティン・ペレス）
- Miguel Perez（ミゲル・ペレス）
- Robert Perez（ロベルト・ペレス）
- Salvador Perez（サルバドール・ペレス）
- Tomas Perez（トマス・ペレス）
- Williams Perez（ウィリアムズ・ペレス）
- Roberto Petagine（ロベルト・ペタジーニ）
- Gregorio Petit（グレゴリオ・ペティット）
- Yusmeiro Petit（ヤスメイロ・ペティット）
- Manny Pina（マニー・ピーニャ）
- Israel Pineda（イスラエル・ピネダ）
- Yohan Pino（ヨハン・ピノ）
- Josmil Pinto（ホスミル・ピント）
- Rene Pinto（レネ・ピント）
- Renyel Pinto（レニエル・ピント）
- Ricardo Pinto（リカルド・ピント）
- Jose Pirela（ホセ・ピレラ）
- Gus Polidor（ガス・ポリダー）
- Yohel Pozo（ヨヘル・ポゾ）
- Martin Prado（マーティン・プラド）
- Alex Prieto（アレックス・プリエト）
- Carlos Pulido（カルロス・プリード）

## Q
- Juniel Querecuto（ユニエル・ケレクート）
- Ruben Quevedo（ルーベン・クエベド）
- Jose Quijada（ホセ・キハダ）
- Carlos Quintana（カルロス・キンタナ）
- Humberto Quintero（ハンベルト・キンテーロ）
- Guillermo Quiroz（ギレルモ・キロス）

## R
- Alex Ramirez（アレックス・ラミレス）
- Max Ramirez（マックス・ラミレス）
- Chucho Ramos（チューチョ・ラモス）
- Edgar Ramos（エドガー・ラモス）
- Edubray Ramos（エドゥブレイ・ラモス）
- Wilson Ramos（ウィルソン・ラモス）
- Luis Rengifo（ルイス・レンヒフォ）
- Rene Reyes（レネ・レイエス）
- Victor Reyes（ビクター・レイエス）
- Juan Rincon（フアン・リンコン）
- Leo Rivas（レオ・リーバス）
- Luis Rivas（ルイス・リーバス）
- Juan Rivera（フアン・リベラ）
- Carlos Rivero（カルロス・リベロ）
- Sebastian Rivero（セバスチャン・リベロ）
- Bradgley Rodriguez（ブラッドグリー・ロドリゲス）
- Eduardo Rodriguez (エドゥアルド・ロドリゲス)
- Francisco Rodriguez （フランシスコ・ロドリゲス）
- Guilder Rodriguez（ギルダー・ロドリゲス）
- Guillermo Rodriguez（ギレルモ・ロドリゲス）
- Jose Rodriguez (ホセ・ロドリゲス)
- Liu Rodriguez（ルー・ロドリゲス）
- Luis Rodriguez（ルイス・ロドリゲス）
- Nivaldo Rodriguez（ニバルド・ロドリゲス）
- Ricardo Rodriguez (リカルド・ロドリゲス)
- Roberto Rodriguez（ロベルト・ロドリゲス）
- Wilfredo Rodriguez（ウィルフレド・ロドリゲス）
- Wilking Rodriguez（ウィルキング・ロドリゲス）
- Yorman Rodriguez（ヨーマン・ロドリゲス）
- Miguel Rojas （ミゲル・ロハス）
- Alex Romero（アレックス・ロメロ）
- Bruce Rondon（ブルース・ロンドン）
- Hector Rondon（ヘクター・ロンドン）
- Jorge Rondon（ホルヘ・ロンドン）
- Jose Rondon（ホセ・ロンドン）
- Jose Ruiz（ホセ・ルイーズ）
- Keibert Ruiz（キーバート・ルイーズ）

## S
- Angel Salazar（アンヘル・サラザー）
- Eduardo Salazar（エドゥアルド・サラザー）
- Luis Salazar（ルイス・サラザー）
- Oscar Salazar（オスカー・サラザー）
- Carlos Sanabria（カルロス・サナブリア）
- Adrian Sanchez（エイドリアン・サンチェス）
- Ali Sanchez（アリ・サンチェス）
- Anibal Sanchez（アニバル・サンチェス）
- Eduardo Sanchez（エドゥアルド・サンチェス）
- Hector Sanchez（ヘクター・サンチェス）
- Luis Sanchez（ルイス・サンチェス）
- Ricardo Sanchez（リカルド・サンチェス）
- Romulo Sanchez（ロムロ・サンチェス）
- Yolmer Sanchez（ヨルマー・サンチェス）
- Danny Sandoval（ダニー・サンドバル）
- Pablo Sandoval（パブロ・サンドバル）
- Javier Sanoja（ハビアー・サノハ）
- Johan Santana（ヨハン・サンタナ）
- Anthony Santander（アンソニー・サンタンダー）
- Luis Sardinas（ルイス・サーディナス）
- Manny Sarmiento（マニー・サルミエント）
- Marco Scutaro（マルコ・スクータロ）
- Antonio Senzatela（アントニオ・センザテラ）
- Carlos Silva（カルロス・シルバ）
- Miguel Socolovich（ミゲル・ソコロビッチ）
- Luis Sojo（ルイス・ソーホー）
- Yangervis Solarte（ヤンガービス・ソラーテ）
- Lenyn Sosa（レニン・ソーサ）
- Livan Soto（リバン・ソト）
- Les Straker（レス・ストレイカー）
- Albert Suarez（アルバート・スアレス）
- Eugenio Suarez（エウヘニオ・スアレス）
- Jose Suarez（ホセ・スアレス）
- Ranger Suarez（レンジャー・スアレス）
- Robert Suarez（ロベルト・スアレス）

## T
- Jose Tabata（ホセ・タバタ）
- Tomas Telis（トマス・テリス）
- Jesus Tinoco（ヘスス・ティノコ）
- Carlos Tocci（カルロス・トッチ）
- Pablo Torrealba（ペドロ・トレアルバ）
- Steve Torrealba（スティーブ・トレアルバ）
- Yorvit Torrealba（ヨービット・トレアルバ）
- Luis Torrens（ルイス・トレンズ）
- Alex Torres（アレックス・トーレス）
- Dilson Torres（ディルソン・トーレス）
- Gleyber Torres（グレイバー・トーレス）
- Jose Torres（ホセ・トーレス）
- Eider Torres（エイダー・トーレス）
- Ronald Torreyes（ロナルド・トレイエズ）
- Cesar Tovar（シーザー・トーバー）
- Ezequiel Tovar（エセキエル・トーバー）
- Wilfred Tovar（ウィルフレド・トーバー）
- Manny Trillo（マニー・トリーヨ）

## U
- Luis Ugueto（ルイス・ウーゲット）
- Ugueth Urbina（ウーゲット・ウービナ）
- Lino Urdaneta（リノ・ウルダネタ）

## V
- Luis Valbuena（ルイス・バルブエナ）
- Carlos Valderrama（カルロス・バルデラマ）
- Breyvic Valera（ブレイビック・バレラ）
- Ildemaro Vargas（イルデマロ・バルガス）
- Felipe Vazquez（フェリペ・バスケス）
- Jorge Velandia（ホルヘ・ベランディア）
- Engelb Vielma（エンゲルブ・ビエルマ）
- Eduardo Villacis（エドゥアルド・ビラシス）
- Jorbit Vivas（ホルビット・ビバス）
- Omar Vizquel（オマー・ビスケル）

## Y
- Miguel Yajure（ミゲル・ヤフーレ）
- Juan Yepez（フアン・イェペス）

## Z
- Carlos Zambrano（カルロス・ザンブラーノ）
- Eduardo Zambrano（エドゥアルド・ザンブラーノ）
- Victor Zambrano（ビクター・ザンブラーノ）
- Mauro Zarate（マウロ・ザラテ）
- Angel Zerpa（アンヘル・セルパ）